# DVB-T2

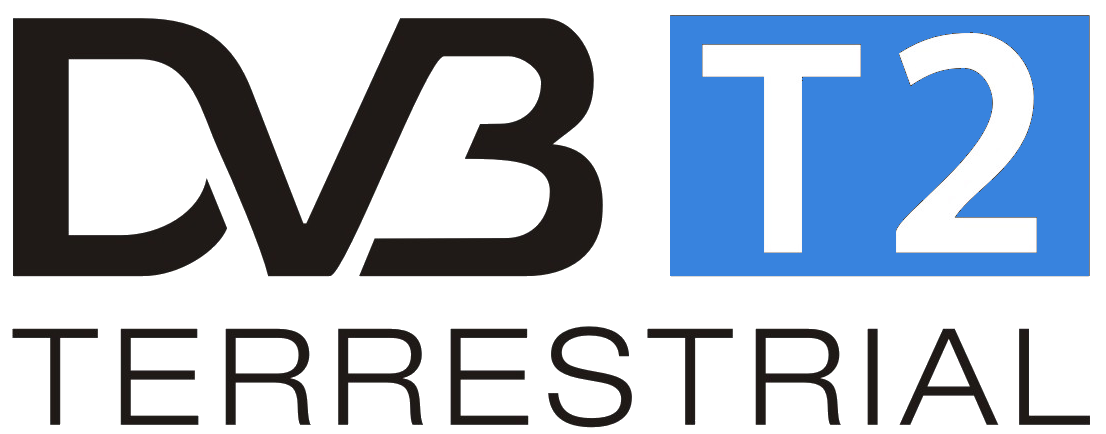
Logo des DVB-T2-Standards

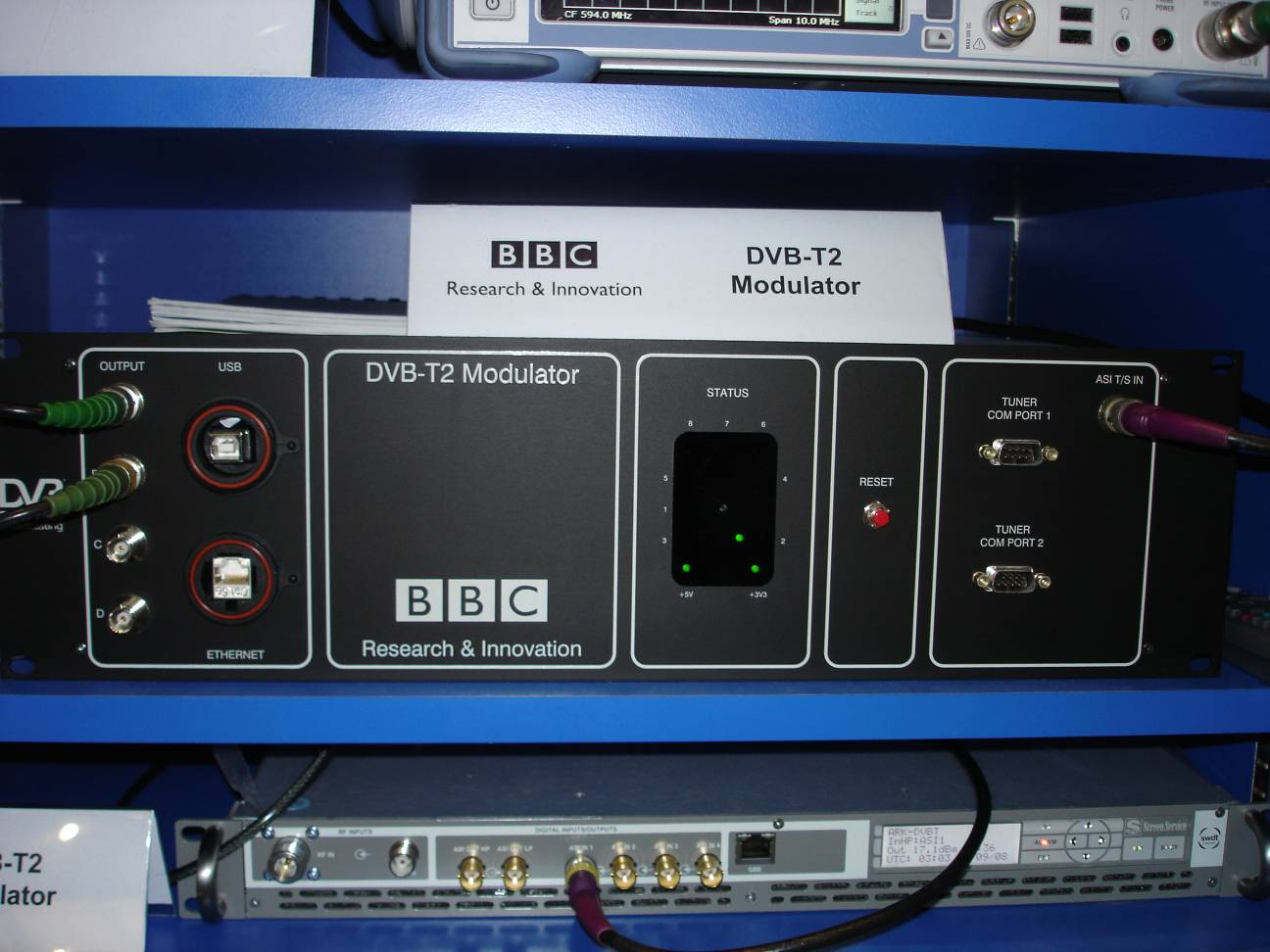
DVB-T2-Modulator, von der BBC entwickelt. Versuch anlässlich der IBC 2008 in Amsterdam

DVB-T2 (Abkürzung für englisch „Digital Video Broadcasting – Terrestrial, 2nd generation“; deutsch etwa „Digitale Videoübertragung – erdgebundenes Antennenfernsehen, zweite Generation“) ist der Nachfolgestandard von DVB-T. Er bezeichnet die Verbreitung digitaler Radio-, Fernseh- und Datensignale mittels terrestrischer Übertragung. DVB-T2 zeichnet sich gegenüber seinem Vorgänger durch eine höhere spektrale Effizienz aus. Diese ermöglicht, eine höhere Zahl von Programmen zu übertragen, die auch noch eine höhere technische Qualität haben.
DVB-T2 ist zu DVB-T nicht kompatibel.

## Merkmale von DVB-T2

Blockdiagramm eines DVB-T2-Modulators. Links oben werden n verschiedene digitale Fernsehprogramme zugeführt, links unten das DVB-T2-Signal in Basisbandlage ausgegeben.

Auszug aus den Systemanforderungen des DVB-Konsortiums:
- Fokus auf stationären Empfang, wobei jedoch mobiler und portabler Empfang möglich sein sollen.
- Verbesserung der Robustheit des Signals (pro Dienst unterschiedlich konfigurierbar).
- Erhöhung der Größe von Gleichwellennetzen um mindestens 30 Prozent.
- Steigerung der Benutzerfreundlichkeit durch kürzere Umschaltzeiten.
- Kostengünstigere Verbreitung durch effizientere Frequenzbandnutzung. Das heißt, bei gleichem Bandbreitenbedarf können mehr Programme mit gleichzeitig besserer Qualität, inklusive HDTV gesendet werden.
- Sende-Diversität (bessere Versorgung durch zwei Sendeantennen – Multiple-Input-Multiple-Output-Konzept).
- Verschiedene Bandbreiten definiert.
- Steilerer Abfall der Spektrumsflanken.

## Betrieb
Spezifische Punkte zu der Einführung und dem Betrieb von DVB-T2 in verschiedenen Ländern sind in einer eigenen Liste zusammengefasst. Der DVB-T2-Betrieb und dessen marktpolitische Implikationen in Deutschland sind im Artikel DVB-T2 HD, dem in Deutschland eingeführten Marketingbegriff, zusammengestellt. Hingegen wurde DVB-T am 3. Juni 2019 in der Schweiz ersatzlos eingestellt, DVB-T2 kam dort nicht zum Zuge.

## Technik

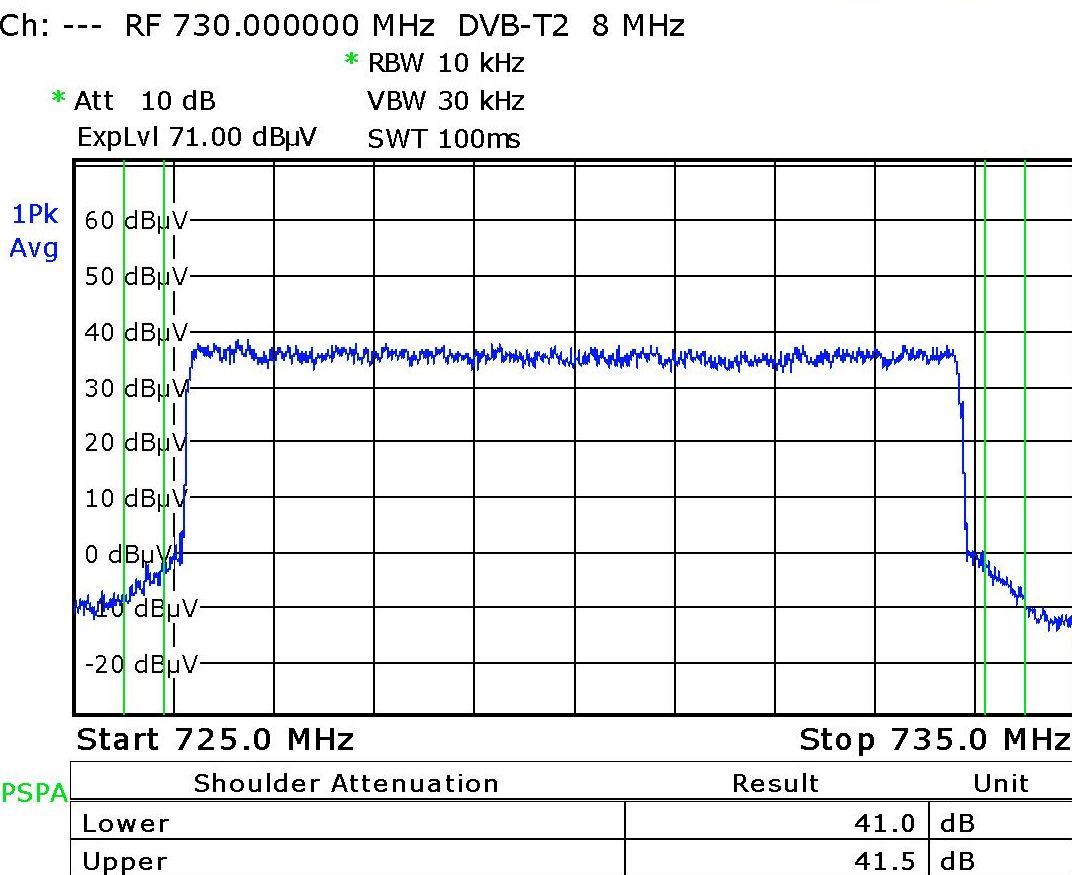
Spektrum eines DVB-T2-Signals

Datenstruktur bei DVB-T2

Im Oktober 2009 wurde die DVB-T2-Norm vom Europäischen Institut für Telekommunikationsnormen (ETSI) unter EN 302 755 V.1.1.1 veröffentlicht.
- Nutzung von COFDM als Modulationsverfahren: Neben den von DVB-T bekannten 2K- und 8K-Modi kann auch ein 16K- oder ein 32K-Modus verwendet werden, der größere Gleichwellennetze erlaubt. Zudem ermöglicht der 16K- und 32K-FFT-Modus bei gleicher Größe des Gleichwellennetzes ein relativ gesehen kürzeres Guard Intervall, was zu einer gesteigerten Nutzdatenrate führt.
- Nutzung von 256-QAM: Bei DVB-T wurden QPSK, 16-QAM und 64-QAM verwendet. Diese ermöglichen die Übertragung von 2, 4 bzw. 6 Bits je Symbol. DVB-T2 wird jedoch zusätzlich die Option für 256-QAM beinhalten, was eine Übertragung von 8 Bits je Symbol ermöglicht. Die dafür benötigte höhere Signalfeldstärke wird teilweise durch die neue Vorwärtsfehlerkorrektur kompensiert.
- Neue Vorwärtsfehlerkorrektur: Durch Verwendung neuer Fehlerkorrekturmechanismen lässt sich die benötigte Signalfeldstärke für fehlerfreien Empfang ein wenig reduzieren. Die Wahl fiel auf einen Code der Gruppe der LDPC-Codes (Low-Density-Parity-Check-Code).
- Nutzung der MISO-Technik: MISO (Multiple Input – Single Output) verwendet mehrere Sendeantennen. Durch Ausnutzung spezieller Kanaleigenschaften lässt sich die Robustheit des Signals erheblich steigern.

Am 3. Juni 2008 ist ein Datenblatt der DVB-Gruppe erschienen. Der Standard wurde im Juni 2008 vom Lenkungsausschuss ratifiziert. In folgender Tabelle sind die wesentlichen technischen Unterschiede zwischen DVB-T und DVB-T2 zusammengefasst, in Fett die zusätzlichen Optionen bei DVB-T2:
|                                                  | DVB-T                                          | DVB-T2                                       |
| ------------------------------------------------ | ---------------------------------------------- | -------------------------------------------- |
| Vorwärtsfehlerkorrektur (FEC)                    | Faltungscode + RS-Code 1/2, 2/3, 3/4, 5/6, 7/8 | LDPC + BCH-Code 1/2, 3/5, 2/3, 3/4, 4/5, 5/6 |
| Modulation                                       | QPSK, 16-QAM, 64-QAM                           | QPSK, 16-QAM, 64-QAM, 256-QAM                |
| Guard Intervall                                  | 1/4, 1/8, 1/16, 1/32                           | 1/4, 19/128, 1/8, 19/256, 1/16, 1/32, 1/128  |
| Diskrete Fourier-Transformation (DFT) Blocklänge | 2k, 8k                                         | 1k, 2k, 4k, 8k, 16k, 32k                     |
| Verteilte Pilotsignale                           | gesamt: 8 %                                    | gesamt: 1 %, 2 %, 4 %, 8 %                   |
| Kontinuierliche Pilotsignale                     | gesamt: 2,6 %                                  | gesamt: 0,35 %                               |

### Abwärtskompatibilität zu DVB-T
Eine Abwärtskompatibilität zu DVB-T ist für den Nachfolger DVB-T2 nicht gegeben, da die Datenübertragungsverfahren auf der Funkschnittstelle inkompatibel zueinander sind. Nur wenn zusätzlich ein DVB-T-Empfänger verbaut ist, können DVB-T2-Geräte auch DVB-T empfangen. Solche Geräte können bei der Umstellung des Verbreitungsstandards weitergenutzt werden.

### Einsatz neuer Bildkompressionsverfahren
Im Rahmen von DVB-T2 können verschiedene Videokompressionsverfahren eingesetzt werden wie z. B. MPEG-4 AVC (H.264) oder High Efficiency Video Coding (H.265). Das eingesetzte Videokompressionsverfahren (Videocodec) ist zwar für den konkreten Fernsehempfang und Bilddarstellung wesentlich, ist aber kein Teil des DVB-T2-Standards, da der DVB-T2-Standard nur die physische Schicht der Übertragung definiert.